# Celso Grebogi
Celso Grebogi (Curitiba, 29 de julho de 1947) é um professor, químico, físico e matemático brasileiro. Pesquisador, é co-autor do "método OGY" de uma das teorias do controle de sistemas caóticos (OGY são as iniciais dos autores: O=Edward Ott, G=Celso Grebogi e Y=James A. Yorke). Por esta teoria, foi um dos cientistas cotados para receber o Prêmio Nobel de Física de 2016, quando seu nome foi incluído na Thomson Reuters Citation Laureates.

## Biografia
Nascido em 1947 no bairro curitibano do Boqueirão, filho de imigrantes poloneses, formou-se em Engenharia Química pela Universidade Federal do Paraná em 1970. Concluiu, em 1978, o doutorado em Física de Plasmas na Universidade de Maryland. Nesta universidade, desenvolveu suas pesquisas na teoria do caos e o seu trabalho, desenvolvido com os outros dois autores: Edward Ott e James A. Yorke, foi classificado como o número um dos Estados Unidos neste campo.
Também possui pós-doutorado em física, especializado em Teoria de Sistemas Dinâmicos, pela Universidade da Califórnia em Berkeley e está envolvido em pesquisas nas áreas de sistemas dinâmicos, dinâmica caótica, geometria fractal, biologia de sistemas, redes complexas, além da sua especialização, física de plasmas.
É professor na Pontifícia Universidade Católica do Rio de Janeiro, meste na Universidade de Maryland e professor titular e diretor na Universidade de Aberdeen.. Foi cofundador da "Society for Industrial and Applied Mathematics Activity Group in Dynamical Systems" e desde 4 de junho de 2003 faz parte da Academia Brasileira de Ciências. Também é membro da Academia Mundial das Ciências da Unesco.
É ou foi membro de diversas comissões de relevo para o progresso da ciência, nos Estados Unidos e na Europa; possui inúmeros prêmios, títulos honoríficos e distinções, entre eles os de doutor honoris causa da University of Potsdam (Alemanha) e da Le Havre University (França), professor honorário da University of Aberdeen (Escócia), da Xi’an University of Technology, da Lanzhou University e da Xi’an Jiaotong University (China). É autor de mais de 400 publicações científicas, além de centenas de palestras em conferências, universidades e instituições de pesquisa.